# Jozef Obert
Jozef Obert (4. ledna 1938 Baťovany (dnes Partizánske) – 18. října 2020 Bratislava), byl slovenský fotbalový útočník, reprezentant Československa a fotbalový trenér. Členem prestižního Klubu ligových kanonýrů se stal po změně pravidel klubu v listopadu 2016.

## Hráčská kariéra
V československé reprezentaci odehrál roku 1958 čtyři utkání, 6× nastoupil v reprezentačním B-mužstvu (1 gól) a 3× v olympijském výběru (1 gól). Hrál za Slovan Bratislava (1956–1958, 1960–1964, 1966–1968), RH Brno (1958–1959), ČH Bratislava (1959–1960), Tatran Prešov (1964–1966) a rakouský Wacker Innsbruck (1968–1972), s nímž získal dva tituly mistra Rakouska (1971, 1972). Se Slovanem dvakrát vyhrál Československý pohár (1962, 1963). V československé lize odehrál 262 utkání a vstřelil 94 branek. Po skončení hráčské kariéry se stal trenérem, vedl například Baník Prievidza, VSS Košice či Austrii Salzburg.

### Prvoligová bilance
| Ročník               | Zápasy | Góly | Minuty | Klub              |
| -------------------- | ------ | ---- | ------ | ----------------- |
| I. liga 1956         | 7      | 0    | –      | Slovan Bratislava |
| I. liga 1957/58      | 30     | 10   | –      | Slovan Bratislava |
| I. liga 1958/59      | 8      | 5    | –      | Slovan Bratislava |
| I. liga 1958/59      | 17     | 9    | –      | RH Brno           |
| I. liga 1959/60      | 12     | 5    | –      | RH Brno           |
| I. liga 1959/60      | 14     | 4    | –      | ČH Bratislava     |
| I. liga 1960/61      | 11     | 5    | –      | Slovan Bratislava |
| I. liga 1961/62      | 25     | 12   | –      | Slovan Bratislava |
| I. liga 1962/63      | 25     | 9    | 2 223  | Slovan Bratislava |
| I. liga 1963/64      | 18     | 9    | 1 612  | Slovan Bratislava |
| I. liga 1964/65      | 25     | 11   | 2 222  | Tatran Prešov     |
| I. liga 1965/66      | 13     | 4    | 1 170  | Tatran Prešov     |
| I. liga 1965/66      | 13     | 4    | 1 170  | Slovan Bratislava |
| I. liga 1966/67      | 26     | 6    | 2 340  | Slovan Bratislava |
| I. liga 1967/68      | 18     | 1    | 1 444  | Slovan Bratislava |
| I. rak. liga 1968/69 | 25     | 8    | –      | Wacker Innsbruck  |
| I. rak. liga 1969/70 | 26     | 4    | –      | Wacker Innsbruck  |
| I. rak. liga 1970/71 | 26     | 3    | –      | Wacker Innsbruck  |
| I. rak. liga 1971/72 | 13     | 0    | –      | Wacker Innsbruck  |
| CELKEM I. ČS. LIGA   | 262    | 94   | –      |                   |
| CELKEM I. RAK. LIGA  | 90     | 15   | –      |                   |